# Ковиловий (зупинний пункт)
Ковило́вий — залізничний пасажирський зупинний пункт Куп'янської дирекції Південної залізниці.
Розташований поблизу присадибних ділянок, неподалік від села Коробочкине, Чугуївський район, Харківської області на лінії Коробочкине — Куп'янськ-Вузловий між станціями Гракове (5 км) та Коробочкине (7 км).
Станом на травень 2019 року щодоби десять пар приміських електропоїздів здійснюють перевезення за маршрутом Гракове — Занки/Лосєве/Харків-Левада.